# تشارلز إلينغورث
تشارلز فريدريك ويليام إلينغورث (منذ 8 مايو 1899 حتى 23 فبراير 1991) كان جراحًا بريطانيًا متخصصًا في أمراض الجهاز الهضمي. كتب إلى جانب اهتماماته التعليمية والبحثية العديد من الكتب المدرسية الجراحية، ولعب دورًا رائدًا في الجامعة والإدارة الطبية.
ولد في غرب يوركشاير، وعمل كطيار مقاتل في الحرب العالمية الأولى قبل أن يستأنف دراسة الطب في إدنبره. بعد العمل والتدريس في المستوصف الملكي في إدنبرة في عشرينيات وثلاثينيات القرن العشرين، عين إلينغورث أستاذًا للجراحة في جامعة ريغيوس في غلاسكو في عام 1939. وعلى مدى السنوات الخمسة والعشرين التالية، أسس مدرسة غلاسكو للجراحة، حيث ترك أجيال من طلابه تأثيرات هامة على الجراحة والبحث والتدريس في بريطانيا وخارجها. وكانت كتبه الجامعية أيضًا ذات تأثير كبير، بما في ذلك مشاركته في تأليف كتاب علم الأمراض الجراحية (1932). سافر إلينغورث وألقى محاضرات على نطاق واسع، وساعد في بدء وتقديم مسلسل تلفزيوني عام 1963 عن التدريب الطبي بعد التخرج. تضمنت أبحاثه العمل المبكر في الستينيات حول العلاج بالأكسجين عالي الضغط.
تضمنت أدوار إلينغورث الإدارية والقيادية رئاسته للكلية الملكية للأطباء والجراحين في غلاسكو (منذ 1962 حتى 1964) وعميد الكليات في جامعة غلاسكو (منذ 1978 حتى 1981). وشملت الأوسمة التي حصل عليها وسام الفروسية (1961)، ووسام الجراح الفخري في اسكتلندا (منذ 1961 حتى 1965)، ومجموعة من الأوسمة الفخرية الأخرى. وشملت الزمالات الفخرية الزمالة التي تمنحها الكلية الملكية للجراحين في إنجلترا، والكلية الملكية للجراحين في أيرلندا، والكلية الملكية للأطباء والجراحين في كندا. حصل إلينغورث لتفانيه في العلوم الجراحية على وسام ليستر عام 1964.
بعد تقاعده، كتب إلينغورث السيرة الذاتية لوليام هانتر وهيكتور هيذرينجتون. وساعد أيضًا في تأسيس مؤسسة تينوفوس-اسكتلندا الخيرية في عام 1967، وحصل على زمالة روك كارلينغ التابعة لـ نوفيلد ترست لعام 1970. تُعرض صور إلينغورث التي رسمها ألبرتو موروكو في متحف هانتيريا ومعرض الفنون والكلية الملكية للأطباء والجراحين في غلاسكو. وتدير جامعة غلاسكو جائزة إلينغورث السنوية لطلاب الطب. نُشرت سيرة إلينغورث الذاتية «التاريخ موجود في حياة جميع الرجال» في عام 1988.

## الحياة المبكرة والتعليم
ولد تشارلز فريدريك ويليام إلينغورث في 8 مايو 1899 في هاليفاكس، غرب يوركشاير. تلقى تعليمه قبل الجامعي في مدرسة هيث للقواعد (التي يشار إليها أحيانًا باسم مدرسة قواعد هاليفاكس) حتى عام 1915. في عام 1916، بدأ دراسة الطب في جامعة إدنبرة. توقفت دراسته بسبب الخدمة العسكرية خلال الحرب العالمية الأولى عندما انضم في عام 1917 إلى سلاح الطيران الملكي. شهد إلينغورث أحداثًا في فرنسا عام 1918، والتي انتهت بإسقاطه (هبوط اضطراري) في أغسطس فوق نهر السوم واحتجازه أسير حرب في إنغولشتات، بافاريا، ألمانيا. بعد عودته إلى وطنه بعد نهاية الحرب، واصل دراسته في إدنبرة وتخرج (بكالوريوس الطب والجراحة) في عام 1922.

## سنوات ما بين الحربين العالميتين (إدنبرة)
بعد تأهيله كطبيب، عمل إلينغورث لفترة كطبيب منزلي في مستوصف ديربيشاير الملكي. وواصل تدريبه الإضافي في تخصص الجراحة الذي اختاره، درس وعمل منذ عام 1922 في المستوصف الملكي في إدنبرة مع هارولد ستايلز وديفيد ويلكي. بحلول عام 1925، كان إلينغورث مؤهلًا للحصول على زمالة كلية الجراحين الملكية في إدنبره. في الفترة ما بين عامَي 1926 حتى 1927، درس في الخارج في مستشفى بارنز، سانت لويس، ميسوري، الولايات المتحدة الأمريكية (الآن مستشفى بارنز اليهودي).
«خلال الأعوام منذ 1926 حتى 1927، وصل إلينغورث، من إدنبرة، اسكتلندا، إلى هنا كزميل في جمعية الجراحين في بريطانيا العظمى وأيرلندا وبقي لمدة عام. حصل على الزمالة تحت إشراف ومساعدة البروفيسور ويلكي من إدنبره، الذي أرسله إلى هنا، وحل محله بروس ديك لاحقًا، والذي كان أيضًا من جامعة إدنبرة، وجاء في زمالة مجلس الصحة الدولي التابع لمؤسسة روكفلر. وبقي ثمانية أشهر وتعاون كل من الطبيب إلينغورث والطبيب ديك مع الطبيب غوفر في بعض الدراسات التجريبية».
في العام التالي (1928) تزوج إلينغورث من إليانور ماري بينيت، وأنجب منها أربعة أبناء.
في عام 1929، حازت أطروحة الدكتوراه التي قدمها إلينغورث على الميدالية الذهبية. خلال هذه الفترة في إدنبرة، كتب إلينغورث أيضًا أو شارك في تأليف كتابين دراسيين جراحيين جُددت طبعاتهما لسنوات عديدة. الكتاب الأول في علم الأمراض الجراحية (1932) بالاشتراك مع بروس إم ديك، وصدرت منه اثنتي عشرة طبعة بحلول عام 1979. الكتاب الآخر، كتاب صغير في الجراحة (1938)، والذي طُبع للمرة التاسعة بحلول عام 1972. في السنوات الثلاث التي سبقت اندلاع الحرب العالمية الثانية، شغل إلينغورث منصب المحافظ على متحف الكلية الملكية للجراحين في إدنبرة (1936-1939). بحلول عام 1939، حصل على مؤهل ماجستير في الجراحة.